# ديفيد إم. هالبرين
ديفيد إم. هالبرين (بالإنجليزية: David M. Halperin) هو عالم اجتماع ومؤرخ وأستاذ جامعي أمريكي، ولد في 2 أبريل 1952 في شيكاغو في الولايات المتحدة.

## وصلات خارجية
- ديفيد إم. هالبرين على موقع إن إن دي بي (الإنجليزية)